# 顯川縣
顯川縣是唐代嶺南道邕州都督府思明州所屬的一個縣，其轄地在今廣西省、越南邊境一帶地方，是唐代招撫當地土著所設置的州縣，一般由其頭人任州官。